# Djamal Mahamat
Djamal Mahamat (Trípoli, 26 de abril de 1983) é um futebolista líbio que atua como meia.

## Carreira
Djamal Mahamat representou o elenco da Seleção Líbia de Futebol no Campeonato Africano das Nações de 2012.